# Anna Stiegler
Pour les articles homonymes, voir Stiegler.
Anna Stiegler, née le 21 avril 1881 à Penzlin et morte le 23 juin 1963 à Brême, est une femme politique allemande, membre du Parti social-démocrate d'Allemagne. Elle est particulièrement active dans les questions sociales et surtout les problèmes concernant les femmes. Résistante au nazisme, elle a passé la plus grande partie des années de la dictature en prison ou camp de concentration en raison de ses activités antifascistes.

## Biographie

### Jeunesse
Anna Sophie Marie Auguste Behrend est née le 21 avril 1881 à Penzlin. Ses parents sont Friederike Stolt et Johann Behrend, un ouvrier agricole du Mecklembourg. Après avoir fréquenté l'école de Penzlin, elle entre dans une école ménagère en 1895 à Schwerin. Elle rêve d'être enseignante mais ce n'est pas possible financièrement en raison de ses origines modestes. Très jeune, elle devient donc femme de ménage et garde d'enfant à Schwerin, Hambourg et Blumentahl. Elle y rencontre le maître tailleur Konrad Vogt. Ils ont une fille, Anna Marie Sophie Wilhelmine Vogt, en 1902. Le couple se marie en 1903 et s'installe à Blumenthal,.

### Politique
Encouragée par l'engagement de Konrad Vogt dans le mouvement ouvrier et la lecture du journal social-démocrate Bremer Bürgerzeitung (de), elle participe à la conférence du Parti social-démocrate (SPD) de 1904 et à la troisième Conférence des femmes sociales-démocrates à Brême où Clara Zetkin s'exprime sur la nécessité de réformer les écoles. Malgré l'interdiction de la participation des femmes à la politique (Reichsvereinsgesetz (de)), elle commence à s'impliquer en 1905, dans le groupe non officiel des femmes SPD de Blumenthal. La même année, sa fille meurt.
En 1908, l'interdiction de la participation des femmes à la politique est levée et Anna Vogt rejoint les sociaux-démocrates en mars. Deux mois plus tard, elle est secrétaire adjointe du parti pour le district de Neu-Rönnebeck. Son implication politique s'intensifie. Elle devient secrétaire du groupe féminin dans la section locale du SPD et plus tard, après avoir emménagé dans la ville elle-même, à Brême où elle travaille également dans la bibliothèque du parti.
Anna Vogt divorce de Konrad Vogt et épouse en 1916 le typographe Carl Friedrich Stiegler dont elle prend le nom.
La Première Guerre mondiale provoque des frictions à l'intérieur du SPD qui aboutissent à une scission et la création du Parti social-démocrate indépendant (USPD) qui s'oppose au vote des crédits d'armement. En 1917, Anna Stiegler rejoint l'USPD qui correspond davantage à ses convictions pacifistes. Une nouvelle scission au sein de l'USPD mène à la création du Parti communiste d'Allemagne. La majorité des membres de ce qui reste de l'USPD, dont Anna Stiegler, rejoignent le SPD en 1922.
Après l'introduction du droit de vote actif et passif des femmes allemandes, Anna Stiegler est une des 18 premières femmes élues au Parlement de Brême en 1918. Elle siège pour l'USPD jusqu'en 1922 et à nouveau pour le SPD jusqu'en 1933.

### Lutte contre le nazisme
Sous la pression du régime nazi, le Parlement de Brême s'auto-dissout en mars 1933. Le SPD, comme tous les partis et syndicats allemands (à l'exception du parti unique NSDAP), est interdit en juillet 1933. Anna Stiegler poursuit alors illégalement ses activités politiques, se concentrant sur l'aide aux familles des prisonniers politiques, la confection et distribution de tracts clandestins ainsi que l'organisation de réunions,.
En novembre 1934, après l'infiltration du groupe de résistance, 150 membres du SPD et du Reichsbanner Schwarz-Rot-Gold sont arrêtés, dont Anna Stiegler et son mari.
Anna Stiegler est condamnée à cinq ans de prison pour "Préparation à haute trahison" (Vorbereitung zum Hochverrat). Elle est incarcérée dans les prisons de Brême et de Lübeck, où elle est détenue avec Hermine Berthold et la militante communiste Käthe Popall. A l'expiration de sa peine, elle est placée en « détention conservatoire » au camp de concentration de Ravensbrück à partir de décembre 1939. Désignée Funktionshäftling chargée de surveiller les autres détenus par les autorités du camp, elle tente plutôt d'alléger le sort de ses codétenus, qui l'appellent « l'Ange de Ravensbrück ». En avril 1945, elle survit à la marche de la mort ordonnée par les autorités du camp à l'approche du front et trouve refuge dans une ferme. Elle reste longtemps discrète sur ses années de camp. Ce n'est guère qu'à l'occasion de ses 80 ans, qu'elle évoque l'horreur de ces années,.

### Nouveau départ après 1945
En 1946, Anna Stiegler retourne à Brême et découvre que son mari, qui avait été transféré au camp de concentration de Sachsenhausen après avoir purgé une peine de deux ans, a été assassiné par les SS lors d'un transport vers le camp de concentration de Bergen-Belsen dans les derniers jours de la guerre. Le journal Der Weser-Kurier rend compte le 2 février 1946, d'une cérémonie organisée à l'occasion de son retour, à laquelle assistent 500 femmes.
A peine trois mois après son retour de camp, et âgée de 65 ans, elle trouve l'énergie de reprendre ses activités. En 1946, avec Agnes Heineken, Anna Klara Fischer, Käthe Popall et Irmgard Enderle, elle est membre fondatrice et membre du conseil d'administration du Comité des femmes de Brême, une organisation faîtière non liée à un parti politique et non confessionnelle regroupant des organisations de femmes de tous horizons et domaines de la société dans l'état de Brême.
D'octobre 1946 jusque peu de temps avant sa mort en 1963, elle est à nouveau députée du Parlement de Brême pour le SPD. En 1947, elle est élue vice-présidente du conseil municipal. Elle est porte-parole de la Députation pour le bien-être. Elle milite principalement pour les droits des femmes. Elle prône la libéralisation de l'avortement en vertu de l'article 118 du code pénal, l'accès gratuit aux contraceptifs et des méthodes modernes de prise en charge des filles en danger,. On lui reproche cependant parfois son autoritarisme et son manque d'ouverture à des opinions différentes des siennes.
Elle est cofondatrice de l'Arbeiterwohlfahrt (AWO) de Brême et en 1953 de la Fondation Bremer Heimstiftung qui gère des maisons de retraite. Elle s'implique en faveur de la paix et dans la campagne Kampf dem Atomtod (de) contre l'équipement de la Bundeswehr en armes nucléaires à la fin des années 1950.
Anna Stiegler décède à Brême le 23 juin 1963, à l'âge de 82 ans.
Annemarie Mevissen, sa porte-parole au cours des dernières années de la vie, déclare « Nous sommes fiers de cette femme; nous sommes fiers de pouvoir dire: elle est l'une des nôtres, elle est une grande socialiste parce qu'elle est une grande personne. Peu de temps après sa mort, Brême a honoré Anna Stiegler avec un acte d'État. C'était la première fois dans l'histoire de Brême qu'une femme simple qui n'avait pas de titre et d'honneur externe était reconnue de cette manière. Parmi les 500 invités en deuil se trouvaient également des femmes d'Autriche. C'étaient d'anciens codétenues du camp de concentration qui lui devaient beaucoup - elles ont appelé Anna Stiegler l'Ange de Ravensbrück. »

## Distinctions
- Le Sénat de la ville hanséatique libre de Brême (en) honore sa mémoire en 1963 avec des funérailles d'État solennelles et une cérémonie d'État à l'hôtel de ville de Brême.
- Une rue de Brême porte le nom de Anna-Stiegler-Straße, ainsi qu'une garderie d'enfants et une maison de la Bremer Heimstiftung[2]
- Une peinture murale au centre scolaire Carl-Goerdeler-Strasse dans le quartier Brême - Vahr la commémore[2].